# Никитский, Василий Петрович
Василий Петрович Никитский (3 (15) января 1889, Московская губерния — 14 марта 1938, Бутовский полигон) — иерей, святой Русской православной церкви, причислен к лику святых как священномученик в 2000 году для общецерковного почитания.

## Биография
Родился в семье псаломщика Петра Никитского и его жены Екатерины. В семье было девять детей.
Окончил Волоколамское духовное училище. В 1913 году окончил Вифанскую духовную семинарию, после чего поступил работать учителем в школу при Павлово-Посадской фабрике в Богородском уезде. Вскоре женился на дочери священника Екатерине Михайловне Нечаевой, которая работала учительницей в той же школе.
15 (28) декабря 1915 года был рукоположён в сан священника ко храму Рождества Богородицы в селе Поречье Можайского уезда.

### Первый арест
Впервые арестован 4 сентября 1929 года по обвинению в антисоветской агитации и заключён в Бутырскую тюрьму в Москве. На допросе 7 сентября отвечал: «Своё положение священника в целях антисоветской агитации я не использовал. Среди крестьян или верующих прихода я никогда ничего антисоветского не говорил».
15 ноября следствие было закончено и 18 ноября отец Василий был приговорён Особым Совещанием при Коллегии ОГПУ по ст. 58-10 УК РСФСР к трем годам заключения. В заключении работал в леспромхозе.
После возвращения из заключения в 1932 году отец Василий вновь стал служить в селе Поречье, а затем был переведен в храм в село Ильинское Волоколамского района. В 1934 году был направлен на службу в храм в Талдомском районе.

### Последний арест и мученическая кончина
Второй раз арестован 26 февраля 1938 года. Заключён в тюрьму в Волоколамске. Фрагмент допроса от 2 марта:

— Вы арестованы за контрреволюционную и антисоветскую деятельность, которую вы проводили среди населения и окружающих лиц в селе Теряево. Дайте показания по этому вопросу!
— Контрреволюционной и антисоветской деятельности я не вел.
— 3 февраля вы, Никитский, стоя в очереди за галошами в магазине Теряевского сельпо, высказывали недовольство советской властью и партией ВКП(б). Признаете ли себя в этом виновным?
— Да, действительно, за галошами я в очереди стоял, но контрреволюционных и антисоветских выступлений с моей стороны не было.
— Следствием установлено, что ваш дом посещали посторонние лица, среди коих вы проводили контрреволюционную деятельность. Дайте правдивые показания по этому вопросу, кто персонально вас посещал и какую работу вы с ними проводили?

— Мою квартиру посещали диакон Спировской церкви, фамилию которого я не знаю, один гражданин из деревни Валуйки Волоколамского района и бывшая церковная староста Мария Болдина, с которой я повстречался в Москве в Патриархии, она меня позвала служить в село Теряево. Контрреволюционной деятельности среди посетителей я не вел.
4 марта 1938 года приговорён «особой тройкой» НКВД к расстрелу за «активную контрреволюционную агитацию и резкую антисоветскую пропаганду».
Расстрелян 14 марта 1938 года и погребён в безвестной общей могиле на Бутовском полигоне.

## Канонизация
Причислен к лику святых новомучеников и исповедников Российских для общецерковного почитания постановлением Священного Синода Русской Православной Церкви от 27 декабря 2000 года.
День памяти: 1 (14) марта и в Соборе новомучеников и исповедников Российских.